# Thomas Wüppesahl

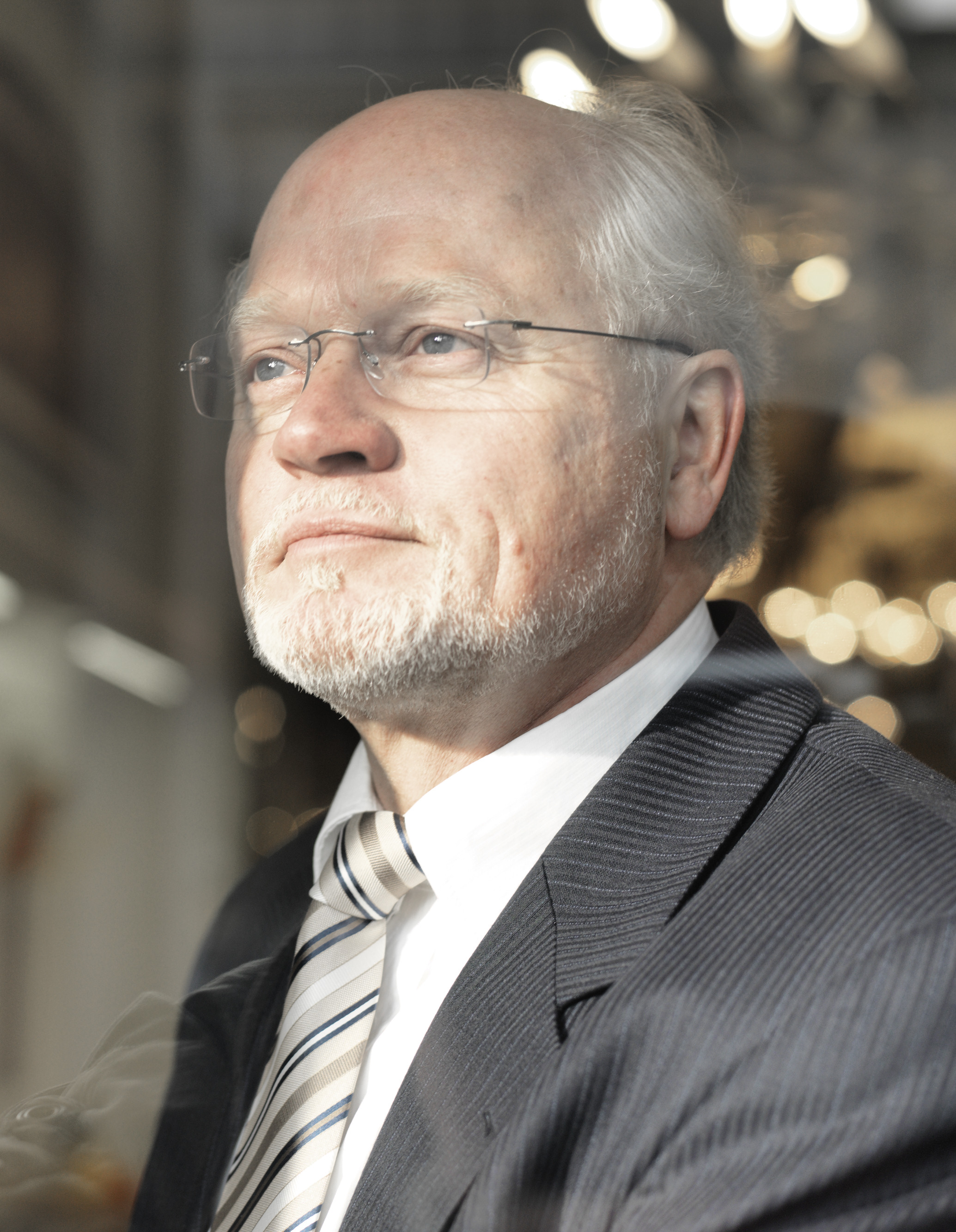
Thomas Wüppesahl, Hamburg, 2012

Thomas Wüppesahl (Hamburg, 9 juli 1955) is een Duits politicus, eertijds van Bündnis 90/Die Grünen. Tussen 1987 en 1990 zat Wüppesahl onafhankelijk in de Duitse Bondsdag.